# Henri Hébert (artiste)
Pour les articles homonymes, voir Hébert.
Henri Hébert, né le 3 avril 1884 et mort le 11 mai 1950 à Montréal, est un sculpteur, professeur et écrivain.
Henri Hébert est le fils de Louis-Philippe et le frère d'Adrien.

## Biographie
Dès 1896, Edmond Dyonnet lui enseigne au Monument-National tout comme William Brymner entre 1902 et 1904. Il étudie les beaux-arts également en France.
Il expose régulièrement à l'Art Association of Montreal de 1910 à 1947.
Il est membre fondateur de la Société des sculpteurs du Canada et membre du Club des arts de Montréal. En 1939, la Royal Society of Arts de Londres l'intègre dans ses rangs.

## Monuments publics
Henri Hébert réalise en 1912 le monument de Louis-Hippolyte La Fontaine. Il est situé sur la colline parlementaire de Québec. Depuis 2003, il existe un bronze identique au parc historique La Broquerie, à Boucherville. 
- Monument aux Braves d'Outremont, 1925, Parc Outremont[7]
- Monument de Jacques de Lesseps, 1932, Gaspé[8]
- Médaillon du monument de Laurent-Olivier David, Cimetière Notre-Dame-des-Neiges, (médaillon volé)[9],[10]
- Thèmes emblématiques, édifice Marie-Victorin, Jardin botanique de Montréal, 1938[11]

## Œuvres

### Sculptures
- Étude. Nu féminin debout, les mains derrière la tête, 1911, bronze, 39,5 x 14 x 10,4 cm, Musée national des beaux-arts du Québec, Québec[12].
- Pauline Hébert, sœur de l'artiste, 1911, plâtre patiné, 49,3 x 19,5 x 22,5 cm, Musée national des beaux-arts du Québec, Québec[13].
- Bicot, 1915 ou avant, plâtre, 23,5 x 32,5 x 7,1 cm, Musée national des beaux-arts du Québec, Québec[14].
- Évangéline, 1916, bronze, 52,4 x 16,4 x 18,4 cm, Musée national des beaux-arts du Québec, Québec[15].
- Fatum, 1918, plâtre polychrome, 38,4 x 18,3 x 26 cm, Musée national des beaux-arts du Québec, Québec[16].
- La vie est parsemée de ronces et d'épines, 1919, bronze, 22 x 14 x 8 cm, Musée national des beaux-arts du Québec, Québec[17].
- Jeune Soldat canadien de la Grande Guerre, 1921?, plâtre peint imitation bronze, 61,5 x 20 x 21,5 cm, Musée national des beaux-arts du Québec, Québec[18].
- Bacchante allongée, 1925, plâtre polychrome, 28,7 x 52 x 2,5 cm, Musée national des beaux-arts du Québec, Québec[19].
- Danseuse au repos, 1926, bronze, 44,8 x 18 x 10,1 cm, Musée national des beaux-arts du Québec, Québec[20].
- Mademoiselle A. C., danseuse d'Oslo, 1929, plâtre peint, 87 x 34,4 x 20,7 cm, Musée national des beaux-arts du Québec, Québec[21].
- Ad Astra (Vers les astres), 1930, marbre, 131,6 x 53,5 x 21 cm, Musée national des beaux-arts du Québec, Québec[22].
- Pamphile Le May, 1931, bronze, 68,5 x 25,7 x 26,8 cm, Musée national des beaux-arts du Québec, Québec[23].

### Arts graphiques
- Ballerine, 1923, pastel sur papier, 50 x 32 cm, Musée national des beaux-arts du Québec, Québec[24].
- Diable, vers 1925, aquarelle et mine de plomb sur papier, 29,9 x 22,5 cm, Musée national des beaux-arts du Québec, Québec[25].
- Danseuse, vers 1925, pastel sur papier, 50,5 x 32,5 cm, Musée national des beaux-arts du Québec, Québec[26].
- Odalisque, vers 1925, aquarelle et mine de plomb sur papier, 28,3 x 38,9 cm, Musée national des beaux-arts du Québec, Québec[27].
- Femme nue assise dans l'atelier, vue de dos de trois quarts, 1925, aquarelle et mine de plomb sur papier vélin, 25,5 x 17 cm, Musée national des beaux-arts du Québec, Québec[28].